# Жгув (гміна, Лодзький-Східний повіт)
Гміна Жгув (пол. Gmina Rzgów) — місько-сільська гміна у центральній Польщі. Належить до Лодзький-Східного повіту Лодзинського воєводства.
Станом на 31 грудня 2011 у гміні проживало 9682 особи.

## Площа
Згідно з даними за 2007 рік площа гміни становила 65.97 км², у тому числі:
- орні землі: 85.00%
- ліси: 5.00%

Таким чином, площа гміни становить 13.21% площі повіту.

## Населення
Станом на 31 грудня 2011:
| Опис     | Загалом | Загалом | Чоловіки | Чоловіки | Жінки | Жінки |
| -------- | ------- | ------- | -------- | -------- | ----- | ----- |
| одиниця  | осіб    | %       | осіб     | %        | осіб  | %     |
| все      | 9682    | 100     | 4694     | 48.48    | 4988  | 51.52 |
| міське   | 3416    | 100     | 1641     | 48.04    | 1775  | 51.96 |
| сільське | 6266    | 100     | 3053     | 48.72    | 3213  | 51.28 |

## Сусідні гміни
Гміна Жгув межує з такими гмінами: Бруйці, Ксаверув, Паб'яниці, Тушин.